# سوكوه

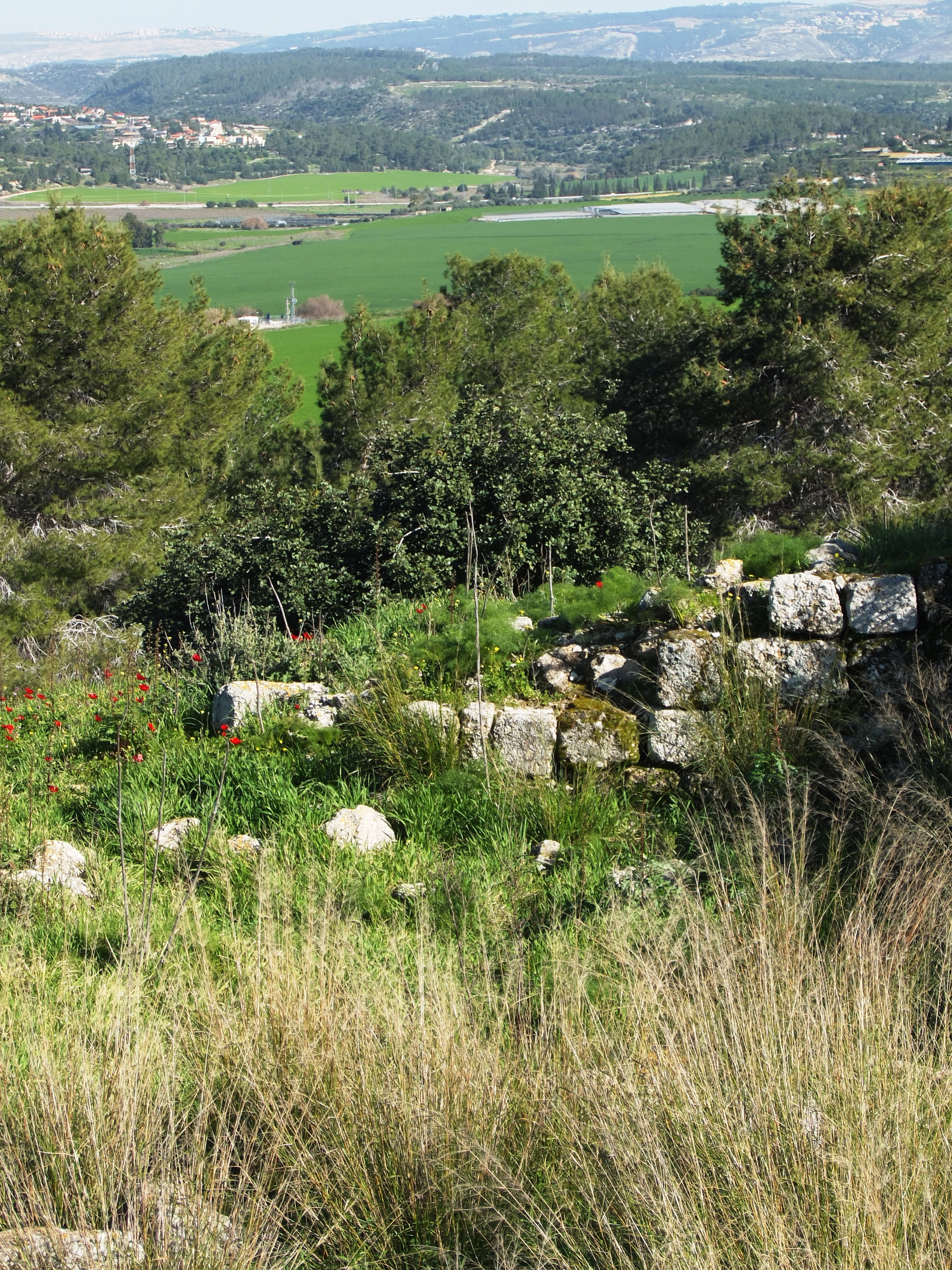
خربة شويكة أو سوكوه

سوكوه (بالعبرية: שכה) أو سوكو ومعناها أشواق هو اسم لمنطقتين وردت في الكتاب المقدس في منطقة يهوذا التاريخية، أولها ورد قرب عدلام وعزيقه ويدعى هذا المكان حالياً خربة شويكة حيث دارت معركة في هذه المنطقة في زمن الملك سليمان كما ورد في الكتاب المقدس ضد الفلستيون، المكان الثاني ورد إسمه قرب شامير ويتير ويقع على بعد 10 أميال غرب مدينة الخليل (حبرون) وتعرف أيضاً باسم خربة شويكة.